# Problepsis ochripicta
Problepsis ochripicta là một loài bướm đêm trong họ Geometridae.